# UFC 194
UFC 194：奥尔多对麦格雷戈（UFC 194: Aldo vs. McGregor）是终极格斗冠军赛（UFC）主办的一场综合格斗赛事，于2015年12月12日在美国内华达州拉斯维加斯的米高梅大花园体育馆举行。

## 结果
1. ↑  UFC羽量级冠军统一战
2. ↑  UFC中量级冠军战